# David Baker (Musiker)

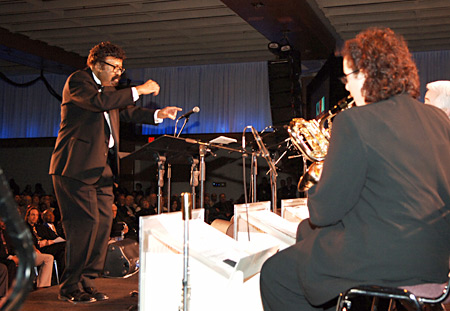
David Baker beim Dirigieren (2008)

David Nathaniel Baker Jr. (* 21. Dezember 1931 in Indianapolis; † 26. März 2016 in Bloomington (Indiana)) war ein US-amerikanischer Jazzposaunist, Cellist, Komponist, Hochschullehrer, Jazz-Historiker und -Autor.

## Leben und Wirken
Baker studierte (Abschluss 1954) und promovierte an der Indiana University. Eine Karriere als Posaunist in der Jazz-Szene von Indiana wurde durch eine Kieferverletzung abgebrochen (er ist u. a. auf Stratusphunk und Ezz-Thetics von George Russell zu hören), worauf er zum Cello wechselte, dann aber lieber doch eine Karriere als Komponist und Hochschullehrer einschlug.
Später lehrte Baker an der Jacobs School of Music der Indiana University in Bloomington, hatte aber auch auf zahlreiche Gastprofessuren an anderen Universitäten. Zu seinen Studenten zählen Michael Brecker und Randy Brecker. Er ist bekannt für zahlreiche Jazz-Kompositionen teilweise symphonischen Charakters, dem Third Stream zugerechnet. Kompositionsaufträge erhielt er u. a. von den New Yorker Philharmonikern, dem Beaux Arts Trio, dem St. Paul Chamber Orchestra und dem Audubon String Quartett.
Daneben war er sehr aktiv darin, die Oral History des Jazz zu dokumentieren. Er hat zahlreiche Bücher über Jazz geschrieben, darunter eines über Improvisationstechnik.
Er war Dirigent und künstlerischer Leiter des Smithsonian Jazz Masterworks Orchestra.

## Preise und Anerkennungen
Baker wurde 1973 für den Pulitzer-Preis nominiert und 1979 für den Grammy. Er erhielt Down-Beat-Ehrungen als Posaunist (New Star Award), für sein Lebenswerk und für die Jazz Education Hall of Fame. Außerdem erhielt er 1981 den Hall of Fame Award der National Association of Jazz Educators und 2000 das Jazz Masters Fellowship der staatlichen NEA-Stiftung. Im Jahr 2007 wurde er für sein Lebenswerk mit dem Living Jazz Legend Award des John F. Kennedy Center for the Performing Arts geehrt.

## Schriften
- Jazz Improvisation: A Comprehensive Method for All Musicians. Alfred Publishing, 1988, ISBN 0882843702.